# Jawalakhel Youth Team
Le Jawalakhel Youth Team est un club népalais de football fondé en 1970 et basé dans la ville de Patan.